# Imunita (biologie)

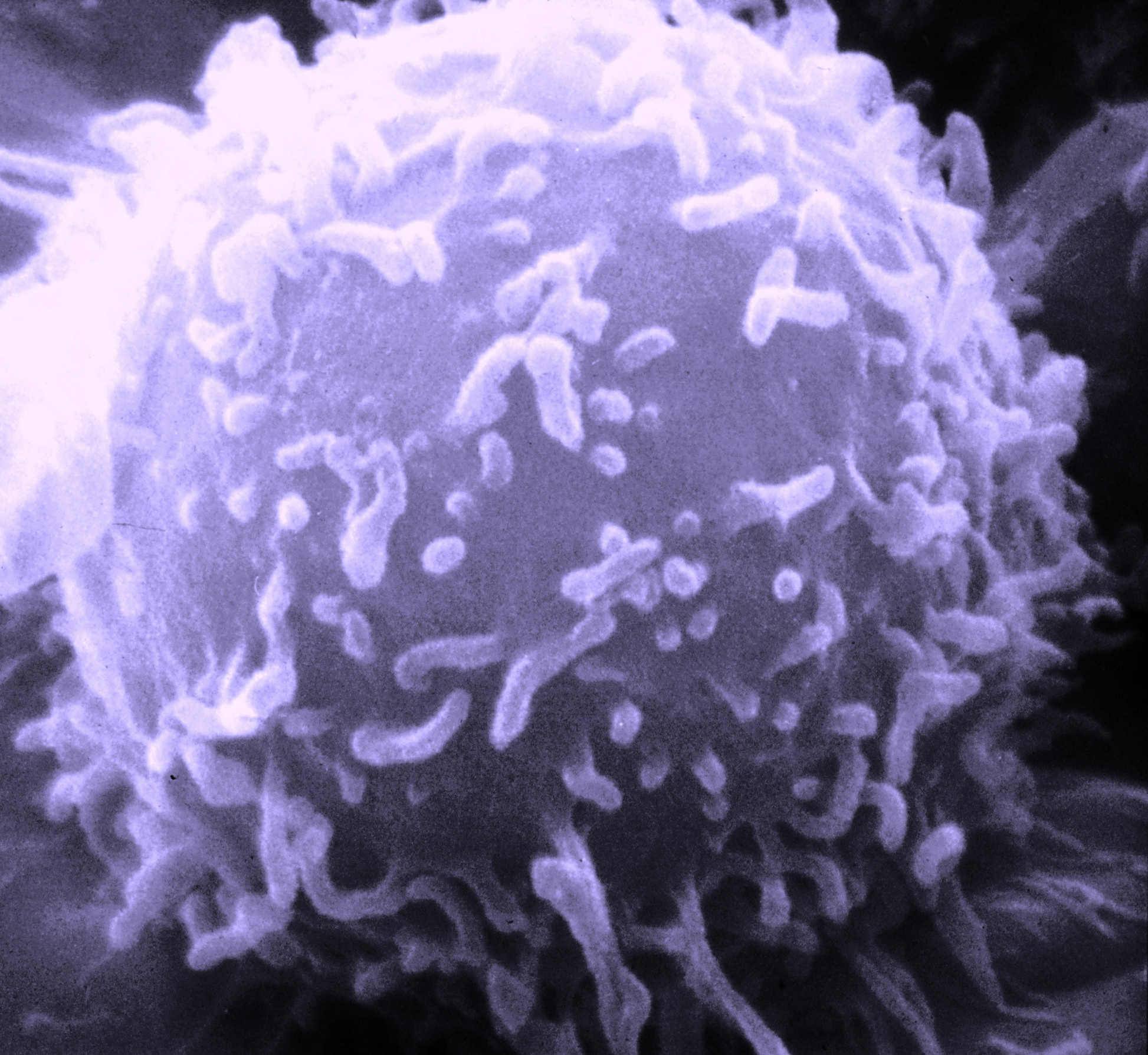
Lymfocyty, jako ten na obrázku, pomáhají tělu bránit se specifickým způsobem proti infekci

Imunita v imunologii označuje schopnost organismu bránit se proti patogenům pocházejícím jak z vnějšího prostředí, tak z vnitřního prostředí organismu (virus, bakterie, nádorová buňka). Imunita spouští imunitní odpověď organismu vůči patogenům a v určité míře jí disponují všechny organismy. Základní imunitou disponují rostliny, živočichové ji mají rozvinutější a řídí ji imunitní systém.
V užším slova smyslu znamená termín „imunita“ naprostou odolnost organismu proti chorobě („imunní jedinec“).

## Obranné linie
Imunita má 3 obranné linie, z toho první dvě spadají pod nespecifické obranné mechanismy a třetí obranná linie spadá pod specifické obranné mechanismy.
1. První obranná linie je vnější (externí). Patří sem epiteliální tkáně (kůže a slizniční membrány), které kryjí a vystýlají lidské tělo a brání volnému styku škodlivých bakterií a virů s vnitřním prostředím člověka. Dále sem patří výměšky kůže a slizničních membrán.
2. Druhá obranná linie je vnitřní (interní). Je spouštěna chemickými signály, které lákají leukocyty k místu, kde je tělo napadeno. Patří sem fagocytární bílé krevní buňky (leukocyty) a antimikrobiální bílkoviny (proteiny), které se bez rozlišení vážou na "útočníky", kteří překonali vnější tělesnou bariéru. Následkem této nespecifické obrany vzniká zánět.
3. Třetí obranná linie, neboli adaptivní obranná linie, je spouštěna současně s druhou obrannou linií. Odpovídá specifickým způsobem na určité mikroorganismy, nadbytečné buňky těla, toxiny, a další cizí molekuly. Patří sem lymfocyty a protilátky.[1]

## Evoluce
Imunita se rozvíjela v rámci živočišné říše velice pozvolna a i ti bezobratlí živočichové, kteří nemají žádné bílé krvinky, mají do jisté míry rozvinutý imunitní systém schopný rozlišovat cizí od svého. V případě, že dotyčný druh ze skupiny bezobratlých má bílé krvinky, tak se jedná o fagocytující buňky, které se pohybují uvnitř těla živočichů, v cévách či tkáních, a zajišťují tzv. nespecifickou (přirozenou) imunitu. V tom představují předky lidských makrofágů. Byly nalezeny u většiny živočichů, od primitivních houbovců, přes hmyz až k obratlovcům. Z tohoto přehledu je tedy jasné, že kořeny nespecifické imunity se dají vystopovat hluboko do historie živočišné říše.
Specifická čili adaptivní imunity, která je představována z bílých krvinek především T-lymfocyty a B-lymfocyty, tam je situace poněkud odlišná. Nepochybně spolupracuje s imunitou přirozenou a má s ní mnoho společných rysů. Obecně se uvádí, že se poprvé vyvinula u nejstarších čelistnatých obratlovců: všichni čelistnatci (Gnathostomata), tedy obratlovci bez mihulí a sliznatek, mají podobné T-buněčné a B-buněčné receptory, MHC komplexy, ale probíhá u nich i unikátní jev označovaný V(D)J rekombinace. Situace u mihulí a sliznatek je poněkud nejasná, zvláště proto, že buňky nerozeznatelné od lymfocytů u nich jsou opakovaně nalézány, a navíc se objevují studie, které popisují určitý způsob rekombinace genů pro povrchové struktury, odlišný od V(D)J rekombinace. Zřejmě však nemají zmíněné TCR, BCR a MHC komplexy.

### Očkování
Očkování je záměrné vytvoření specifické neboli adaptivní imunity záměrným vpravením nebezpečného patogenu (mikroorganismus, virus) nebo jeho části do těla organismu. Cílem je, aby při setkání očkovaného organismu se skutečným patogenem vůbec nedošlo k onemocnění nebo alespoň nedošlo k vážnému onemocnění nebo smrti. První doložené očkování pochází ze 17. století, ale podle některých pramenů mohlo být očkování prováděno v Indii již před 3000 lety.

## Dělení imunity podle její specifity a vývoje
Rozlišujeme přirozenou imunitu a adaptivní imunitu a obě dále dělíme na pasivní a aktivní.
První linií obrany organismu je pokožka a sliznice působící jako fyzikální bariéry, které mechanicky zabraňují vstupu infekce a navíc produkují řadu antimikrobiálně působících látek.

### Přirozená imunita

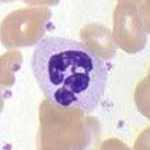
Neutrofil je nejčastější bílou krvinkou v lidském těle; když narazí na cizorodý prvek v krvi, pohltí ho a tím zneškodní

Aktivní přirozená imunita (často nazývaná také vrozená nebo nespecifická) je druhou linií obrany organismu proti patogenům. Je tvořena jak látkovou (humorální) imunitou, která pracuje s protilátkami, tak buněčnou imunitou. Využívá toho, že mnohé patogeny mají na povrchu různé typické molekuly (tzv. molekulární vzory asociované s patogeny, zkratka PAMP), které mohou být rozeznány receptory na buňkách přirozeného imunitního systému (viz např. toll-like receptor). Reakce přirozené imunity se účastní fagocyty, buňky schopné pohltit cizorodé částice v těle (zejména makrofág a neutrofil). Přirozená imunita zpravidla předchází odpovědi adaptivní imunity a postačuje ke zvládnutí počáteční rychlé fáze infekce.
Pasivní přirozená imunita zahrnuje prostup mateřských IgG protilátek skrz placentu nebo přenos IgA protilátek pomocí mateřského mléka nebo mleziva.

### Adaptivní imunita
Adaptivní imunita (často nazývaná také získaná nebo specifická) vstupuje do hry v pozdější fázi infekce, kdy přítomnost molekul z patogenních mikroorganizmů (antigenů = Ag) aktivuje přes specifické antigenní imunoreceptory (TCR, BCR) příslušné klony T lymfocytů a B lymfocytů (neboli T a B buněk). Jedná se buď o celou nativní (=přirozenou) strukturu molekul pro B buňky nebo krátký naštěpený antigenní peptid na MHC komplexech pro T buňky. Když se antigenní struktura nabídne buňkám adaptivní imunity, tak dojde k buněčnému dělení příslušného T buněčného klonu (jeden z mnoha milionů T buněk v našem těle) a během tří až sedmi dní může dojít k zahájení účinné adaptivní imunitní odpovědi. Adaptivní imunita má navíc schopnost si tuto odpověď zapamatovat a budoucí imunitní odpověď je obvykle mnohem silnější a rychlejší. Tento proces, známý jako imunologická paměť, je podstatou adaptivní imunity vůči konkrétnímu antigenu, který může pocházet z patogenního mikroorganizmu. Adaptivní imunita je tedy zprostředkována zejména lymfocyty: T-lymfocyt představuje především složku buněčné imunity, zatímco B-lymfocyty jsou účinné nástroje humorální (látkové) imunity a produkují tzv. protilátky.

#### Znaky adaptivní imunity u hmyzu
Dlouhou dobu byla u hmyzu a ostatních bezobratlých uznávána pouze přirozená imunita. Během posledních let ovšem došlo k objevům, které pohled na hmyzí imunitu změnily. Bylo dokázáno, že hmyz je schopný zachovávat imunitní paměť a specifickou odpověď, což jsou znaky adaptivního imunitního systému. Navzdory přítomnosti těchto znaků nemůžeme ovšem u hmyzu hovořit o vysloveně adaptivní imunitě, chybí buňky adaptivní imunity a mechanismy umožňující paměť a specificitu se liší.
Imunitní paměť hmyzu byla objevena prostřednictvím fenoménu "primingu". Pokud je hmyz vystaven velmi malé dávce nebo usmrcenému patogenu je schopný rozvinout jakousi imunitní paměť na jejímž základě je schopný při příštím setkání se stejným patogenem vydržet i jinak smrtelnou dávku. Na rozdíl od obratlovců nemá hmyz buňky adaptivního imunitního systému. Místo toho plní tuto roli hemocyty. Hemocyty fungují jako fagocyty a po primingu mají zvýšenou schopnost najít a pozřít patogen. Bylo také ukázáno, že je možné přenášet primovanou paměť z rodičů na potomky. Například u včel je v případě onemocnění královny bakteriální infekcí u nové generace dělnic zvýšena schopnost s touto infekcí bojovat. Na experimentálním modelu založeném na potemníkovi bylo také dokázáno, že je možné přenést paměť proti patogenu jak od matky, tak od otce.
Nejběžněji přijímanou teorií vysvětlující mechanismus specificity u hmyzu je teorie Dscam. Dscam jinak známý jako Down syndrome cell adhesive molecule je gen obsahující 3 imunoglobulinové domény. Alternativním sestřihem těchto domén vzniká velké množství odlišných variant. Po setkání s patogenem dochází k produkci odlišných forem Dscam. Pokud vystavíme jedince s odlišnými formami Dscam stejnému patogenu, pak přežijí jen ti jedinci s Dscam variantou odpovídající tomuto patogenu.
Další mechanismy podporující specificitu hmyzí imunity je RNA interference (RNAi). RNAi je forma antivirové imunity s vysokou specificitou. Skládá se z několika odlišných drah, které mají ovšem všechny za následek neschopnost viru se replikovat. Jednou z těchto drah je siRNA, kde je dvouvláknová RNA sestřižena na několik kusů, které slouží jako templáty pro proteinový komplex Ago2-RISC, který vyhledává komplementární virovou RNA a degraduje ji. Další drahou je miRNA, které se v cytoplazmě váže na komplex Ago1-RISC a funguje opět jako templát pro degradaci virové RNA. Poslední drahou je piRNA, kde se malá RNA váže na proteiny skupiny Piwi a kontroluje transpozóny a jiné mobilní elementy. Navzdory výzkumu zůstávají přesné mechanismy a detaily imunitního primingu a specificity u hmyzu neznámé.

## Dělení imunity podle povahy imunitní obrany

### Buněčná imunita
Takzvanou buněčnou imunitu zajišťují buňky označované jako bílé krvinky. Může se projevovat jako fagocytóza (pohlcení a strávení) cizorodých částic, enkapsulace (uzavření patogenu do váčku, určité uzliny a podobně), cytotoxické účinky bílých krvinek (v podstatě usmrcení jiné buňky), srážení krve nebo hemolymfy, a mnohé další.
Existuje mnoho typů bílých krvinek. U většiny živočichů se vyskytují zejména tzv. fagocytární buňky, schopné jednoduchých a nespecifických způsobů obrany proti choroboplodným zárodkům. U člověka k této nespecifické obraně patří například makrofágy nebo neutrofily. U většiny obratlovců se vyskytuje i druhý typ bílých krvinek, a to tzv. lymfocyty, které vyvíjí rafinovanější metody vyhledání a usmrcení patogenních organizmů či nádorových buněk. V lidské krvi je asi 7,4×109 bílých krvinek na litr krve, tedy mnohem méně než červených krvinek; zrají především v kostní dřeni, ale dále také v brzlíku i jinde. Pokud bílé krvinky nefungují tak, jak mají, může to vyvolat vážná onemocnění, spadající do kategorie autoimunity či imunodeficience (nedostatku imunity).

### Látková imunita
Látková či také humorální imunita je druhou klíčovou složkou imunitní obrany. Stejně jako v případě buněčné imunity, i humorální imunita může být součástí jak přirozené, tak adaptivní složky imunitního systému. V některých případech se však význam látkové imunity omezuje pouze na protilátky čili imunoglobuliny. Tyto bílkoviny jsou produkovány B-lymfocyty a specificky se vážou na antigen (v praxi povrch parazita, viru, …) a navozují následně jeho zneškodnění. Další významnou složkou látkové imunity je tzv. komplement, který je vlastně přirozeným imunitním štítem (označuje cizorodé struktury, usmrcuje patogenní buňky či vyvolává zánět). Dále se sem mohou řadit interferony, látky produkované některými bílými krvinkami zejména jako reakce na napadení virem.

## Imunita jako odolnost vůči konkrétní chorobě
Přirozená imunita vychází například z nějaké vlastnosti, která způsobuje, že organismus daného druhu, skupiny nebo vývojového stadia nemůže být určitým typem nemoci vůbec napaden. Příkladem může být odolnost většiny ptáků proti mnoha chorobám člověka, která vychází z toho, že přirozená teplota jejich organismu je 40 stupňů Celsia a ta neumožní původcům těchto chorob dostatečně efektivní množení.
Získaná imunita je zaměřena proti určité konkrétní nemoci. Lze ji získat očkováním, proděláním patřičné choroby nebo choroby jí blízce příbuzné. Může být časově omezena. Přirozeně získaná imunita se může lišit od imunity získané očkováním. Její podstata spočívá v tom, že si organismus uchová část B lymfocytů (tzv. paměťový T-lymfocyt, viz imunologická paměť), které jsou odpovědné za výrobu specifických protilátek proti patřičnému patogenu. Organismus tak může spustit specifickou imunitní odpověď okamžitě a masově po zaznamenání infekce, aniž by předtím musel složitě hledat vhodné buňky k produkci patřičných protilátek. Právě této vlastnosti využívá očkování.